# Санае Абді
Санае Абді (нім. Sanae Abdi; нар. 7 липня 1986) — німецько-марокканська юристка , політикиня від Соціал-демократичної партії (СДПН), яка обіймає посаду депутата Бундестагу від виборчого округу Кельн I після федеральних виборів 2021 року. Абді є першою політикинею, народженою в Марокко, що нині є членом Бундестагу.

## Раннє життя та кар'єра
Абді народилася в Марокко і переїала до Німеччини з батьками у віці трьох років. Вона виросла в Люденшайді, в регіоні Зауерланд у Північному Рейні-Вестфалії, вивчала право в Марбурзькому, Боннському та Кельнському університетах.
З 2018 по 2021 рік Абді працювала в GIZ у Бонні, де координувала проекти щодо стійких ланцюжків поставок у текстильній промисловості.

## Політична кар'єра
Санае Абді балотувалася до Бундестагу в 2021 році в окрузі, який історично підтримувався соціал-демократами, але який займали християнські демократи після федеральних виборів у Німеччині 2013 року. Абді перемогла Карстена Мерінга, який на той момент займав мандат округу.
Відтоді в парламенті Абді працювала у Комітеті із захисту клімату та енергетики, Комітеті з економічного співробітництва та розвитку та Підкомітеті з міжнародної кліматичної та енергетичної політики. Вона також є речником своєї парламентської групи з питань політики розвитку.
Окрім своїх обов'язків у комітеті, Абді є частиною німецької парламентської групи дружби, та займалася координацією зв'язків із державами Магрибу.
У парламентській групі Абді примкнула до групи Лівих, лівого руху.

## Інші види діяльності
- Німецька об'єднана профспілка служб (ver.di), членкиня[6]